# Aníbal Tarabini
Roberto Aníbal Tarabini (* 4. August 1941 in La Plata; † 21. April 1997 in Berazategui) war ein argentinischer Fußballspieler, der mit der Nationalmannschaft seines Heimatlandes an der Fußball-Weltmeisterschaft 1966 teilnahm.
Er ist der Vater der argentinischen Tennisspielerin Patricia Tarabini, die dreimal an Olympischen Spielen teilnahm und 2004 in Athen im Mixed-Wettbewerb zusammen mit Paola Suárez die Bronzemedaille gewann.

## Karriere

### Vereinskarriere
Aníbal Tarabinis Laufbahn als aktiver Fußballspieler begann im Jahre 1960 bei Estudiantes de La Plata in seiner Heimatstadt. Bei Estudiantes konnte er sich nicht richtig durchsetzen und wechselte 1962 nach nur elf Ligaspielen in zwei Jahren zu CA Temperley, damals in Argentiniens zweithöchster Liga zu finden. Hier avancierte Tarabini zum Stammspieler und kam zwischen 1962 und 1965 zu 120 Spielen im Ligabetrieb. Dem Stürmer gelangen dabei sechzig Tore, was einem Schnitt von 0,5 Treffern pro Spiel entspricht. Durch seine Leistungen bei Temperley weckte er das Interesse von CA Independiente, einem Topverein der Primera División aus dem bonarenser Vorort Avellaneda. 1966 wurde er schließlich vom bereits zuvor zweifachen Copa-Libertadores-Gewinner unter Vertrag genommen. Bis 1970 spielte Tarabini 163 Mal in der Primera División und erzielte dabei 77 Tore. Während dieser Zeit gewann Aníbal Tarabini mit Independiente zweimal die argentinische Fußballmeisterschaft. Im Nacional-Wettbewerb 1967 wurde man Erster mit zwei Punkten Vorsprung auf Estudiantes de La Plata. Drei Jahre später, in Tarabinis letzter Independiente-Saison, gewann man das Campeonato Metropolitano durch einen ersten Rang punktgleich und nur mit der besseren Tordifferenz gegenüber Rekordmeister River Plate.
1971 verließ Aníbal Tarabini Independiente und schloss sich den Boca Juniors in Buenos Aires an, wo er ein Jahr lang Fußball spielte und auf siebzehn Ligaeinsätze kam. Noch im gleichen Jahr wechselte er weiter nach Mexiko zu CF Torreón, um dort in drei Jahren fünfundfünfzig Ligaspiele zu absolvieren, worin ihm dreiundzwanzig Treffer gelangen. 1973 wagte er zum Karriereausklang den Sprung nach Europa und spielte ein Jahr lang in der französischen Division 1 beim AS Monaco und belegte mit den Monegassen den sechzehnten Tabellenplatz, der Abstieg wurde nur aufgrund der besseren Tordifferenz vermieden. Nach Ablauf der Saison 1973/74 beendete Aníbal Tarabini seine aktive Karriere.
Später arbeitete Aníbal Tarabini lange Zeit als Assistent von Trainer José Pastoriza, mit der er einst zusammen bei Independiente spielte. Am 21. April 1997 starb Aníbal Tarabini bei einem Verkehrsunfall nahe der argentinischen Stadt Berazategui in Gran Buenos Aires.

### Nationalmannschaft
Aníbal Tarabini wurde zwischen 1962 und 1966 in sechs Länderspielen der argentinischen Fußballnationalmannschaft eingesetzt. Dabei gelang ihm ein Torerfolg. Von Nationaltrainer Juan Carlos Lorenzo wurde er in den Kader für die Fußball-Weltmeisterschaft 1966 in England berufen, kam aber im Turnierverlauf nicht zum Einsatz. Die argentinische Mannschaft indes überstand die Gruppenphase als Zweiter hinter Deutschland und vor Spanien und der Schweiz und scheiterte schließlich im Viertelfinale am Gastgeber und späteren Weltmeister England.